# Bambalang (langue)
Pour les articles homonymes, voir Bambalang (homonymie).
Le bambalang – également connu sous les noms de bambolang, chirambo, chrambo, mbawyakum, mboyakum ou tshirambo – est une langue bantoïde des Grassfields parlée par environ 29 000 personnes (2008) dans le Nord-Ouest du Cameroun, principalement dans le département du Ngo-Ketunjia, dans la plaine de Ndop, autour de Ndop, et particulièrement dans la localité du même nom, Bambalang. 
Elle est proche du bafanji, du bamali, du bamoun et du bangolan.